# Христо Дюлгеров
Христо Дюлгеров е български оперен и хоров диригент, цигулар и музикален педагог. Баща е на известния български пианист професор Никола Дюлгеров.

## Биография
Роден е на 21 март 1905 г. в Стражица, в семейството на пощенски чиновник. Започва да учи цигулка сравнително късно, в прогимназията. Завършва реална гимназия в Попово, и след отлично представяне на приемните изпити става редовен студент в Музикалната академия в София. Учи в класа на Тодор Торчанов (1886 – 1828) и едновременно с инструмента овладява и тайните на хоровото дирижиране при класика Добри Христов. За младия и амбициозен Христо Дюлгеров това е солидна школа. Дипломира се с отличие през 1929 г.

## Активно творчество
Като гимназиален учител по музика през 1929 г. в град Попово Христо Дюлгеров започва сериозна и мащабна за времето си културна дейност – той концертира редовно като цигулар, основава голям смесен градски хор и симфоничен оркестър. По-късно се мести в Русе. През 1940 г. е назначен като преподавател в една от елитните български класически гимназии „Княз Борис Първи“, в която Стоян Михайловски е работил като учител по френски и написва одата Върви, народе възродени, а директорът Цветан Радославов – химна Мила родино. И тук Христо Дюлгеров ръководи хор и симфоничен оркестър. Седем години по-късно, когато се основава Русенският държавен симфоничен оркестър с диригенти Добрин Петков и Константин Илиев, той е назначен за първи концертмайстор. Близо три десетилетия Христо Дюлгеров е неизменно на първия пулт. Заедно с него оркестърът израства, професионализира се, за да се утвърди сред водещите музикални институти в България.

## Хоров диригент
През 1949 г. Христо Дюлгеров е сред основателите на Русенската опера, започнала своя творчески път именно с него – и Вердиевата „Травиата“. Маестро Дюлгеров дирижира редица оперни спектакли и симфонични концерти. Междувременно става и главен диригент на основания през 1936 г. прочут български хор „Родина“. Отначало това е малък мъжки състав, но той постепенно го разширява и го превръща в голям смесен хор. Под негово ръководство хористите спечелват първите си големи национални и международни отличия, навлизат и в трудния кантатно-ораториален репертоар (Годишните времена на Хайдн, месите на Бетовен и Шуберт, Деветата симфония на Бетовен). Още през 1950-те и 1960-те години хор „Родина“ се утвърждава сред големите хорови формации в България, за да достигне своя апогей и да спечели званието „Хор на света“ във Великобритания.
Христо Дюлгеров основа още два състава на високо равнище – хор „Георги Димитров“ при завода със същото име в Русе и хора при Дома на културата. Те също са печелили множество конкурси в България и в чужбина.